# Bon-Repos-sur-Blavet
Bon-Repos-sur-Blavet es una comuna nueva francesa situada en el departamento de Costas de Armor, de la región de Bretaña.

## Historia
Fue creada el 1 de enero de 2017, en aplicación de una resolución del prefecto de Costas de Armor de 30 de agosto de 2016 con la unión de las comunas de Laniscat, Perret y Saint-Gelven, pasando a estar el ayuntamiento en la antigua comuna de Laniscat.

## Demografía
| Gráfica de evolución demográfica de Bon-Repos-sur-Blavet entre 1800 y 2013 |
|                                                                            |

Los datos entre 1800 y 2013 son el resultado de sumar los parciales de las tres comunas que forman la nueva comuna de Bon-Repos-sur-Blavet, cuyos datos se han cogido de 1800 a 1999, para las comunas de Laniscat, Perret y Saint-Gelven de la página francesa EHESS/Cassini. Los demás datos se han cogido de la página del INSEE.

## Composición
| Comuna delegada | Código INSEE | Población (2013) | Superficie (km²) | Densidad (hab./km²) |
| --------------- | ------------ | ---------------- | ---------------- | ------------------- |
| Laniscat        | 22107        | 789              | 24.21            | 33                  |
| Perret          | 22167        | 174              | 12.22            | 14                  |
| Saint-Gelven    | 22290        | 319              | 17.48            | 18                  |